# Jikry a mlíčí (gastronomie)
Jikry a mlíčí jako jídlo jsou na celém světě používány k přípravě mnohých pokrmů teplé i studené kuchyně. Celosvětově nejznámější pochoutka z jiker je tzv. kaviár, zpracované solené neoplozené jikry z jeseterovitých ryb. Velmi oblíbené jsou jikry k jídlu například v Japonsku, Koreji, Turecku, Řecku a mnoha dalších zemích. Stejně tak mlíčí je připravováno v ruské, sicilské nebo japonské kuchyni.

## Česko
V Česku jsou jikry a mlíčí k dostání nejčastěji solené, sušené nebo uzené, někdy i obojí smíchané. O Vánocích se v Česku vaří tradiční rybí polévka z vánočního kapra. Podle místních variant receptů se do ní většinou přidávají právě jikry či mlíčí. Stejně jako jinde na světě je oblíbenou pochoutkou i v Česku kaviár.

## Galerie

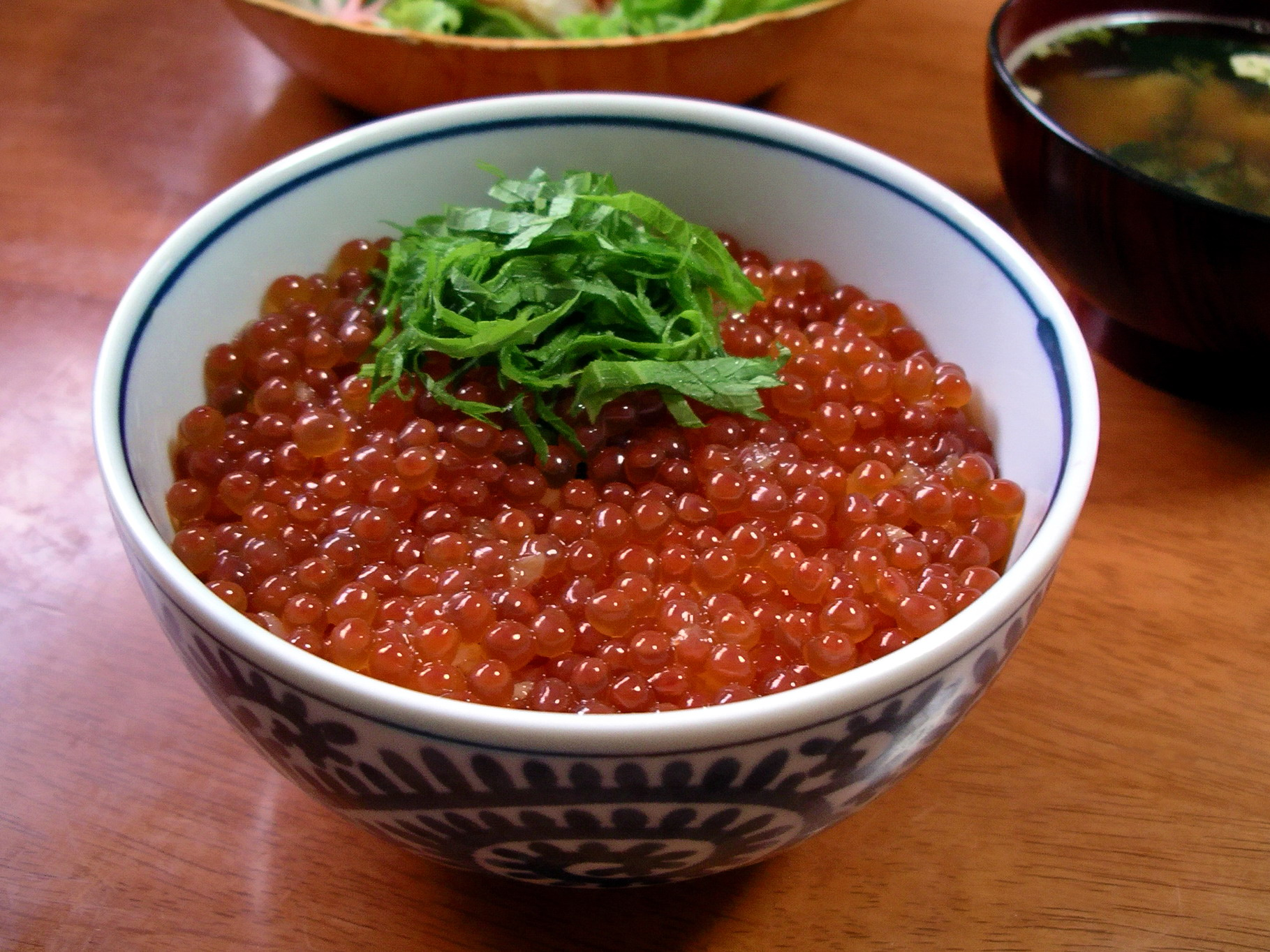
Ikuradon, miska rýže s lososovými jikrami, japonská kuchyně
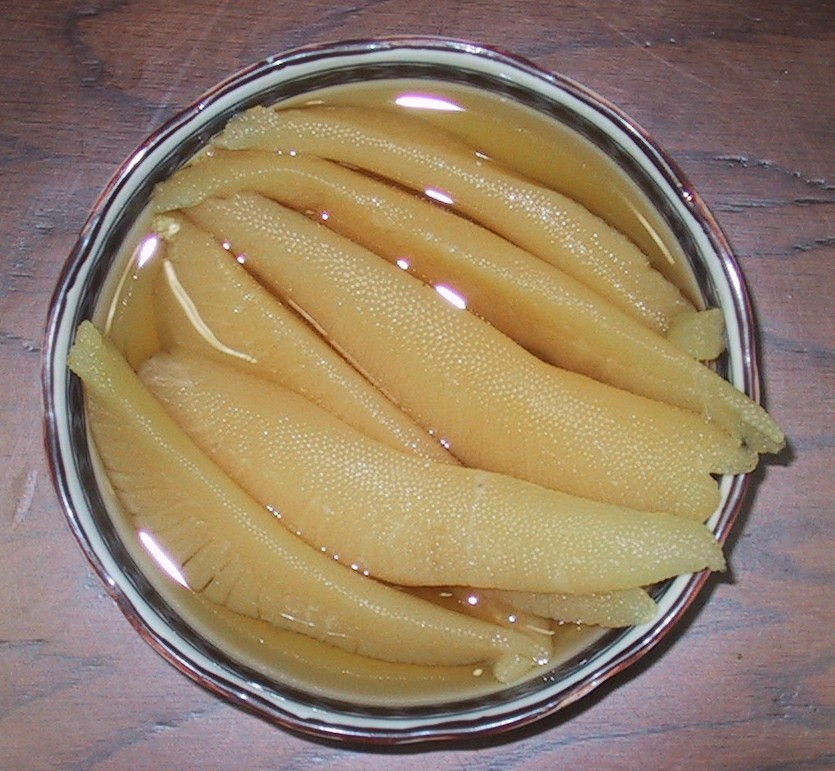
Sledí jikry jako typická holandská delikatesa